# سیارک ۱۱۱۲۶
سیارک ۱۱۱۲۶ (به انگلیسی: 11126 Dolecek، نامگذاری:1996TC15) یازده هزار و صد و بیست و ششمین سیارک کشف شده‌است که در ۱۵ اکتبر ۱۹۹۶ کشف شد.
قدر مطلق سیارک برابر ۱۳٫۹۰ است.